# Голам Хоссейн Мазлумі
Голам Хоссейн Мазлумі (перс. غلامحسین مظلومی, 13 січня 1950, Абадан — 19 листопада 2014, Тегеран) — іранський футболіст, що грав на позиції нападника. По завершенні ігрової кар'єри — тренер.
Виступав, зокрема, за клуб «Тадж», а також національну збірну Ірану. У складі збірної — дворазовий володар Кубка Азії.

## Клубна кар'єра
Голам Хоссейн Мазлумі народився 13 січня 1950 року в Абадані, Іран. У нього було дві сестри та шість братів, один з них, молодший брат Парвіз, також став футболістом і тренером.

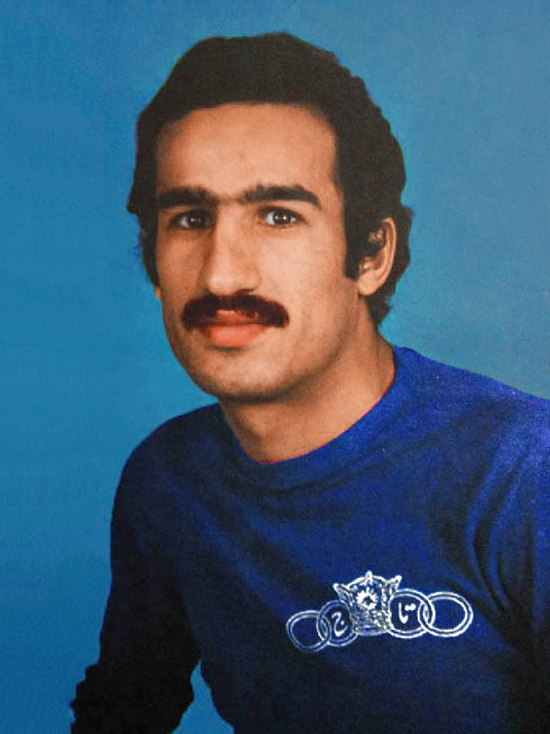
Голам Хоссейн Мазлумі під час виступів за «Тадж» (Тегеран).

Голам розпочав грати у футбол у клубі «Тадж» з рідного міста, після чого перейшов у столичний «Тадж». Під час гри за цю команду він був одним з ключових гравців. У 1969/70 сезоні він виграв Азійський клубний чемпіонат, а також двічі ставав чемпіоном Ірану в сезонах 1970/71 і 1974/75 і посів друге місце в сезоні 1973/74. У цей період він двічі ставав найкращим бомбардиром іранської ліги в сезонах 1973/74 і 1974/75.
Завершив ігрову кар'єру у команді «Шахбаз» (Тегеран), за яку виступав протягом 1975—1978 років і знову став найкращим бомбардиром в сезоні 1976/77, коли вже був одним з ключових гравців команди, посівши в тому сезоні третє місце. У 1978 році він змушений був завершити кар'єру через травму у віці 28 років.

## Виступи за збірну
13 вересня 1969 року дебютував в офіційних матчах у складі національної збірної Ірану в грі Кубка ОРС проти Пакистану (4:2), забивши два голи.
У складі збірної був учасником Кубка Азії 1972 року у Таїланді та домашнього Кубка Азії 1976 року, здобувши титул переможця турніру на обох змаганнях, а на другому з них з 3 голами став одним з трьох найкращих бомбардирів.
Також Мазлумі брав участь у домашніх Азійських іграх 1974 року, на яких забив 5 голів і здобув золоті нагороди, а також брав участь у Олімпійських іграх 1976 року в Монреалі, де Іран дійшов до чвертьфіналу, а Голам Хоссейн зіграв у 3 з 4 іграх своєї команди.
Загалом протягом кар'єри у національній команді, яка тривала 9 років, провів у її формі 40 матчів, забивши 19 голів.

## Кар'єра тренера
Завершивши ігрову кар'єру в 1980 році Мазлумі став головним тренером молодіжного складу «Естеглала», колишнього «Таджа», в якому Голам Хоссейн виступав тривалий час як гравець. У 1988 році він був призначений тренером першої команди, замінивши Аббаса Разаві. Під керівництвом Мазлумі «Естеглал» посів третє місце. Він покинув клуб після двох ігор у своєму другому сезоні, його замінив Мансур Пурхейдарі.
Пізніше він тренував молодіжну збірну Ірану, «Естеглал Ахваз», «Мохавемат Тегеран» та «Петрокімі Махшехр». Останнім місцем тренерської роботи був клуб «Паям Тегеран», головним тренером команди якого Голам Хоссейн Мазлумі був з 1999 по 2000 рік.

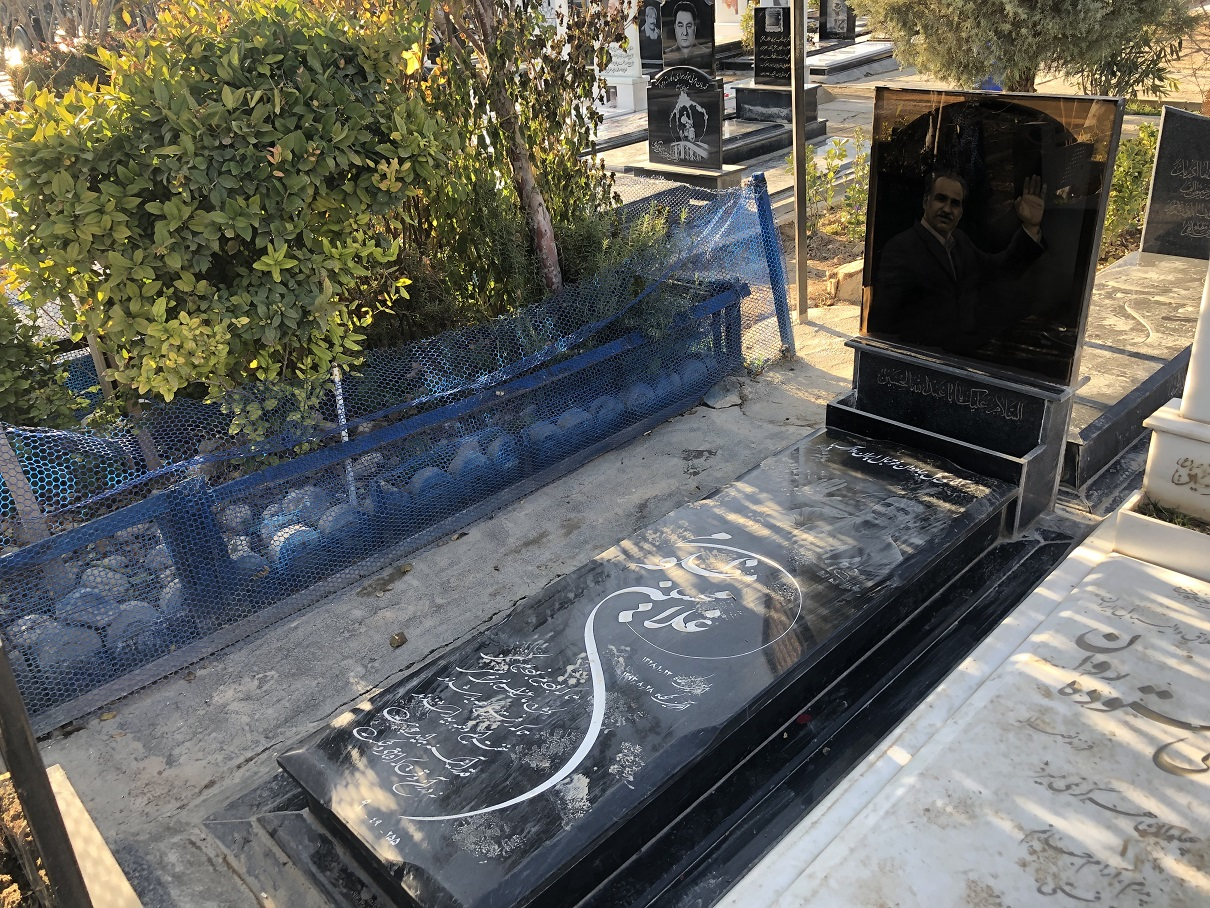
Могила Голама Хоссейна Мазлумі на кладовищі Бехеште-Захра.

Пізніше він був менеджером команди «Естеглал», а 24 липня 2011 року він був обраний на посаду президента «Шахіна», але 20 липня 2013 року подав у відставку через хворобу. У 2012 році йому був поставлений діагноз рак шлунка, від якого він і помер 19 листопада 2014 року в лікарні Наджа в Тегерані. Похований на кладовищі Бехеште-Захра. Йому було 64 роки і на момент його смерті він був заступником президента «Естеглала». Після його смерті залишилася дружина, четверо дітей і троє онуків.

## Титули і досягнення

### Клуб
- Чемпіон Ірану (2): 1970/71, 1974/75
- Володар Кубка Хазфі (1): 1970/71
- Володар  Азійського клубного чемпіонату (1): 1969/70

### Збірна
- Володар Кубка Азії (2): 1972, 1976
- Переможець Азійських ігор (1): 1974

### Індивідуальні
- Найкращий бомбардир Іранської ліги (3): 1973/74, 1974/75, 1976/77
- Найкращий бомбардир Кубка Азії (1): 1976 (3 голи)
- Найкращий бомбардир Азійського клубного чемпіонату (1): 1969/70 (5 голів)